# Snegotin
Snegotin (en serbe cyrillique : Снеготин) est un village de Serbie situé dans la municipalité de Golubac, district de Braničevo. Au recensement de 2011, il comptait 158 habitants.

## Démographie

### Évolution historique de la population
| 1948 | 1953 | 1961 | 1971 | 1981 | 1991 | 2002 | 2011 |
| ---- | ---- | ---- | ---- | ---- | ---- | ---- | ---- |
| 430  | 422  | 392  | 384  | 385  | 354  | 201  | 158  |

|  |